# Gymnasium Stralsund

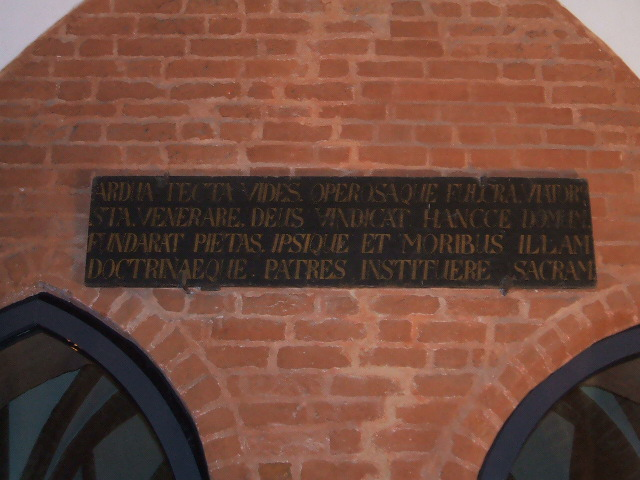
Inschrift (Karl Kirchner, 1823), früher in der Aula des Gymnasiums, heute im Kulturhistorischen Museum

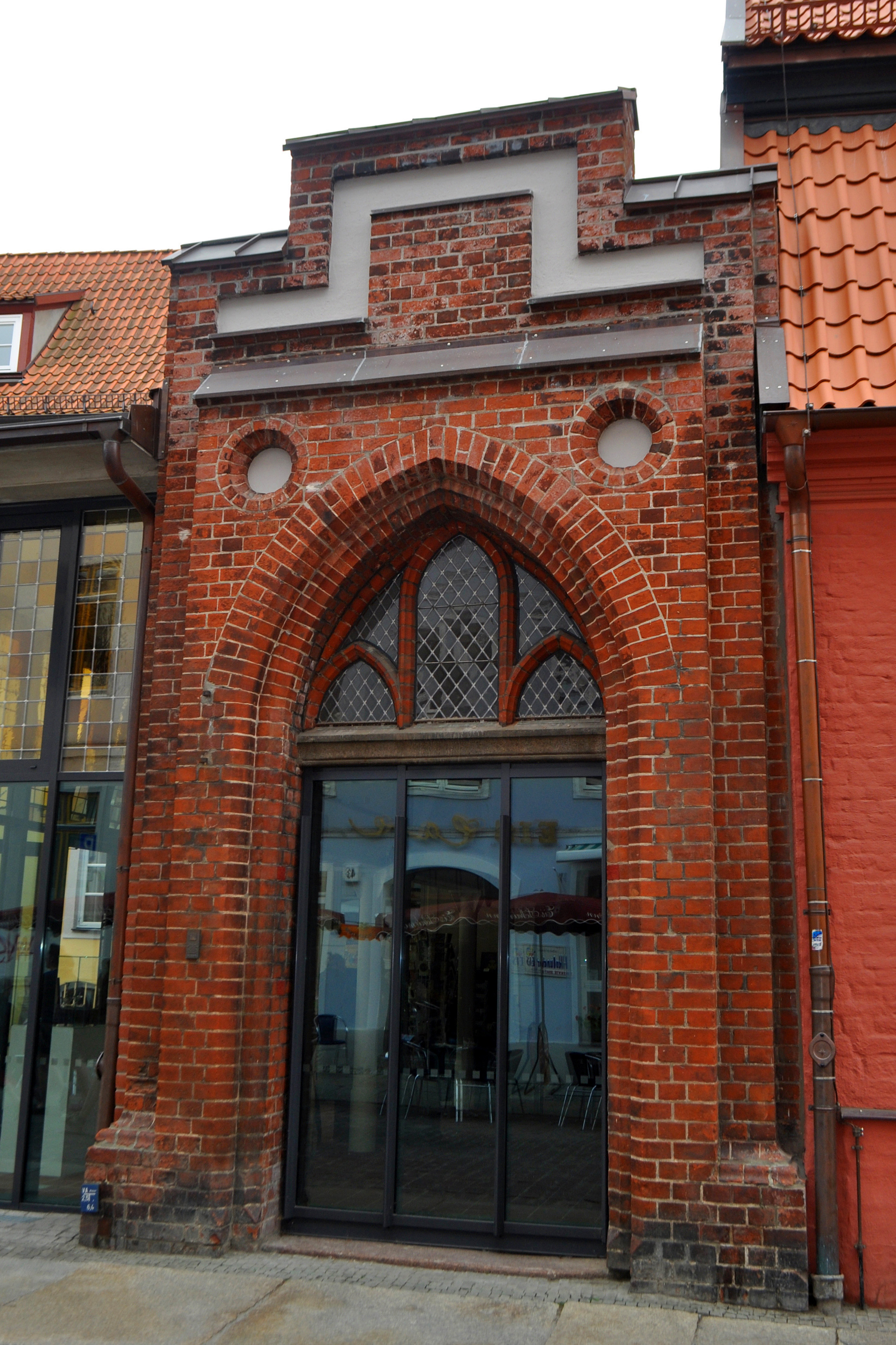
Ehemaliger Eingang des Gymnasiums (2014)

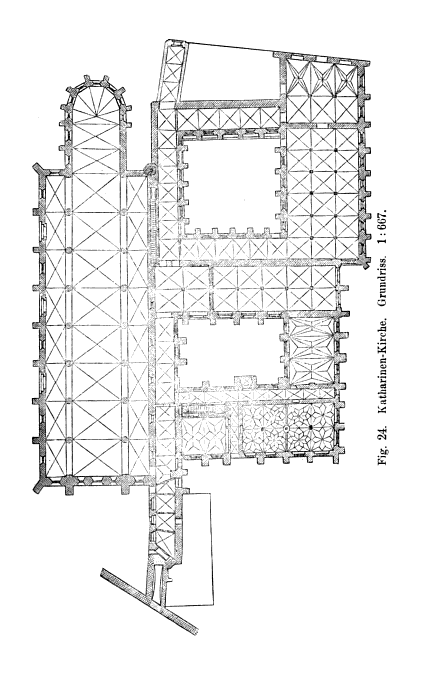
Lageplan des gesamten Klosters vor 1885.

Das Gymnasium Stralsund, auch (Stral)Sundisches Gymnasium, lat. Gymnasium Sundense, Gymnasium im Katharinenkloster, war ein 1560 gegründetes humanistisches Gymnasium in Stralsund, das bis 1945 bestand.

## Geschichte
Bald nach der Reformation wurde 1525 in den Schulen der Pfarrkirchen von St. Nikolai, St. Jakobi und St. Marien die Kirchen- und Schul-Ordnung von Johannes Aepinus eingeführt.
In seiner Stralsunder Kirchenordnung von 1535 regte Johannes Bugenhagen an, die drei Parochialschulen zu vereinigen. Doch erst 1559 fasste der Rat einen entsprechenden Beschluss. Die Schule wurde im ehemaligen Dominikanerkloster St. Katharinen eingerichtet und umfasste eine Lateinschule und eine deutsche Klasse. Sie trug den Namen „Neue Schule“, „Große Schule“, auch „Schule zu St Katharinen“; die Bezeichnung „Gymnasium“ wurde erst seit dem Ende des 16. Jahrhunderts üblich. Bei der Eröffnung am 20. April 1560 hatte die Schule sieben lateinische Klassen mit insgesamt 300 Schülern und eine deutsche Einheitsklasse (200 Schüler). Unter dem Rektor gab es einen Conrector, einen Subrector, zwei Comcentores und einen Succentor; für die deutsche Klasse gab es einen Praeceptor.
Schulaufsicht und Patronat lagen beim Rat der Stadt; zur Finanzierung dienten geistliche Stiftungen. 1561 erhielt die Schule durch Bürgermeister Nikolaus Gentzkow eine erste Schulordnung, in der Katechismus und Kirchendienst, vor allem das Singen bei Leichenbegängnissen einen großen Raum einnahmen. Die Schulordnung wurde 1591 überarbeitet; eine dritte Fassung wurde 1643 in Kraft gesetzt.
1630 hatte die Schule 106 lateinische und 105 deutsche Schüler. Nach 1680 (300 Schüler) ging die deutsche Klasse ein. Auch durch die Auswirkungen des Großen Nordischen Kriegs sank die Schülerzahl im ersten Viertel des 18. Jahrhunderts auf circa 120, wovon nur fünf bis sechs in der Prima waren. In der letzten Hälfte des 18. Jahrhunderts kam es zur Aufhebung des Kirchendienstes der Lehrer.
1764 veränderte Christoph Andreas Büttner als Rektor den Lehrplan so grundlegend, dass er von einer Neuen Einrichtung des Gymnasiums sprechen konnte. Er richtete mathematische und geographische Klassen ebenso ein wie die Schreib- und Rechnungs-Classe und eine Conduit-, Tanz- und Fecht-Classe. Ziel war der Zugang zu allen gehobenen Berufen, nicht mehr nur zum Universitätsstudium.
1815 kam die Schule unter preußische Hoheit und Aufsicht, was 1819 zur Einführung der Abiturprüfungen führte. 1834 richtete Ernst Heinrich Zober, ein früher Anhänger von Friedrich Ludwig Jahn, einen Turnplatz ein und begann mit Turnstunden. Die 1844 eingerichteten zwei Realklassen (IV und III) wurden 1852 zu einer selbständigen (Ober)Realschule abgezweigt. Seitdem gab es sechs Gymnasial- und eine Vorbereitungsklasse. 1808 hatte die Anstalt 128 Schüler in den Gymnasialklassen; die Zahl stieg bis 1855 auf 255 an. 1863 gab es 217 Schüler, von denen 214 evangelisch, einer katholisch und zwei jüdischen Glaubens waren; vier Schüler waren Ausländer. Von 1819 bis 1856 legten 305 Schüler erfolgreich das Abitur ab.

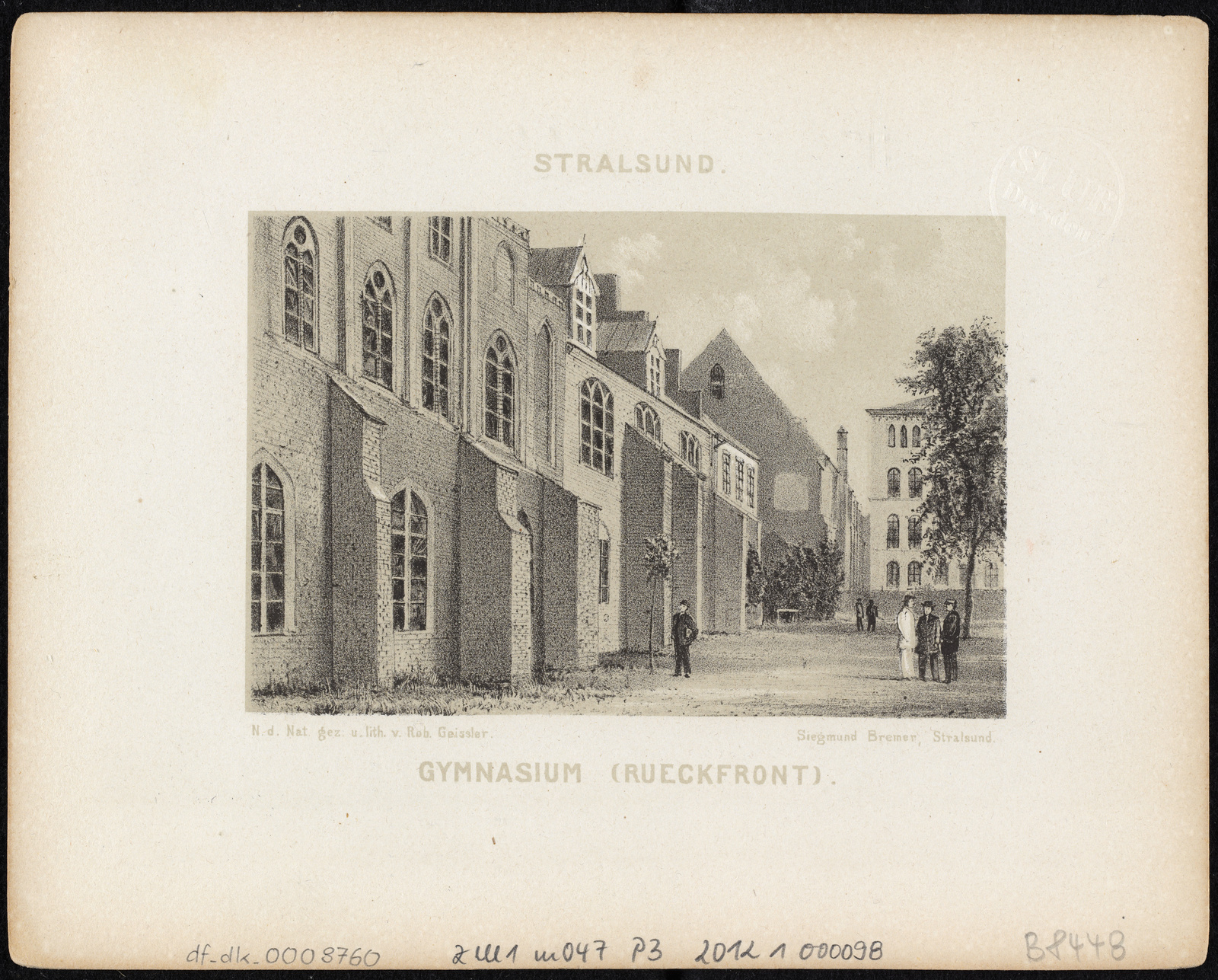
Rückfront des Gymnasiums (1869)

Mit Gedenkfeiern, Umzügen, Gottesdiensten, Theateraufführungen und Bällen feierte Stralsund 1860 das 300-jährige Jubiläum der Schule. Gleichzeitig begannen Verhandlungen um eine Übernahme des Gymnasiums durch den preußischen Staat, die jedoch erfolglos blieben. Ab 1882 galt der für alle Höheren Schulen Preußens verbindliche Lehrplan.
Unter dem Rektorat von Rudolf Peppmüller wurde am Sedantag 2. September 1900 im Innenhof die vom Berliner Bildhauer Albert Manthe geschaffene Ernst-Moritz-Arndt-Büste enthüllt, die seit 1895 durch Spenden finanziert worden war. Arndt hatte das Gymnasium von 1787 bis 1789 besucht, es aber plötzlich verlassen. Es gab in den 1920er Jahren auch Pläne, das Gymnasium nach Arndt zu benennen, die aber nicht zur Ausführung kamen.
Im Ersten Weltkrieg starben 127 Lehrer und (ehemalige) Schüler des Gymnasiums. Zu ihrem Andenken wurde am 22. Dezember 1931 ein Denkmal in Form eines künstlerisch gestalteten Fensters im Vorraum der Aula, verbunden mit Namenstafeln und einem Gedenkbuch, eingeweiht; nach 1945 wurde es beseitigt.
1933 diente das Gymnasium als Kulisse für den Jugendfilm Reifende Jugend. In der Zeit des Nationalsozialismus hatte die Schule 1935 eine Schülerzahl von 233, die danach ständig sank. Turnverein und Ruderriege fielen dem Dienst in Jungvolk und Hitlerjugend, der 1935/36 90 % der Schüler angehörten, zum Opfer. Ab 1936 fiel die Oberprima weg, und es gab nur noch acht Klassen. Im Zweiten Weltkrieg wurden zahlreiche Lehrkräfte eingezogen, die Turnhalle wurde als Getreidespeicher genutzt, und 1943 wurden die unteren Klassen in die Nationalpolitische Erziehungsanstalt Rügen, das frühere Pädagogium in Putbus, verlegt. Im Sommer 1944 zogen diese dann in das Kinderlandverschickungs-Lager Seebad Prora um. Im Dezember 1944 kehrten die Schüler nach Stralsund zurück, aber ein geordneter Unterricht kam nicht mehr zustande. Nach 385 Jahren gab es das Gymnasium Stralsund nicht mehr.
Nach der Einnahme Stralsunds am 1. Mai 1945 durch die Rote Armee wurde das Gymnasium nicht wieder eröffnet. Noch vorhandene Schüler des Gymnasiums wurden der Ferdinand-Schill-Oberschule in der Bleistraße zugewiesen und beide Schulen am 10. November 1945 zur Schiller-Oberschule vereinigt. 1947 wurde die Schiller-Oberschule wiederum mit der Hansa-Oberschule für Mädchen zu einer neuen koedukativen Oberschule (ab 1959: Erweiterten Oberschule) zusammengelegt. Die EOS führte Klassen von der 9. bis 12. Jahrgangsstufe (ab den 1980ern 11./12. Klasse). 
Das heutige Hansa-Gymnasium Hansestadt Stralsund erwuchs 1991 aus der EOS.

## Räumlichkeiten

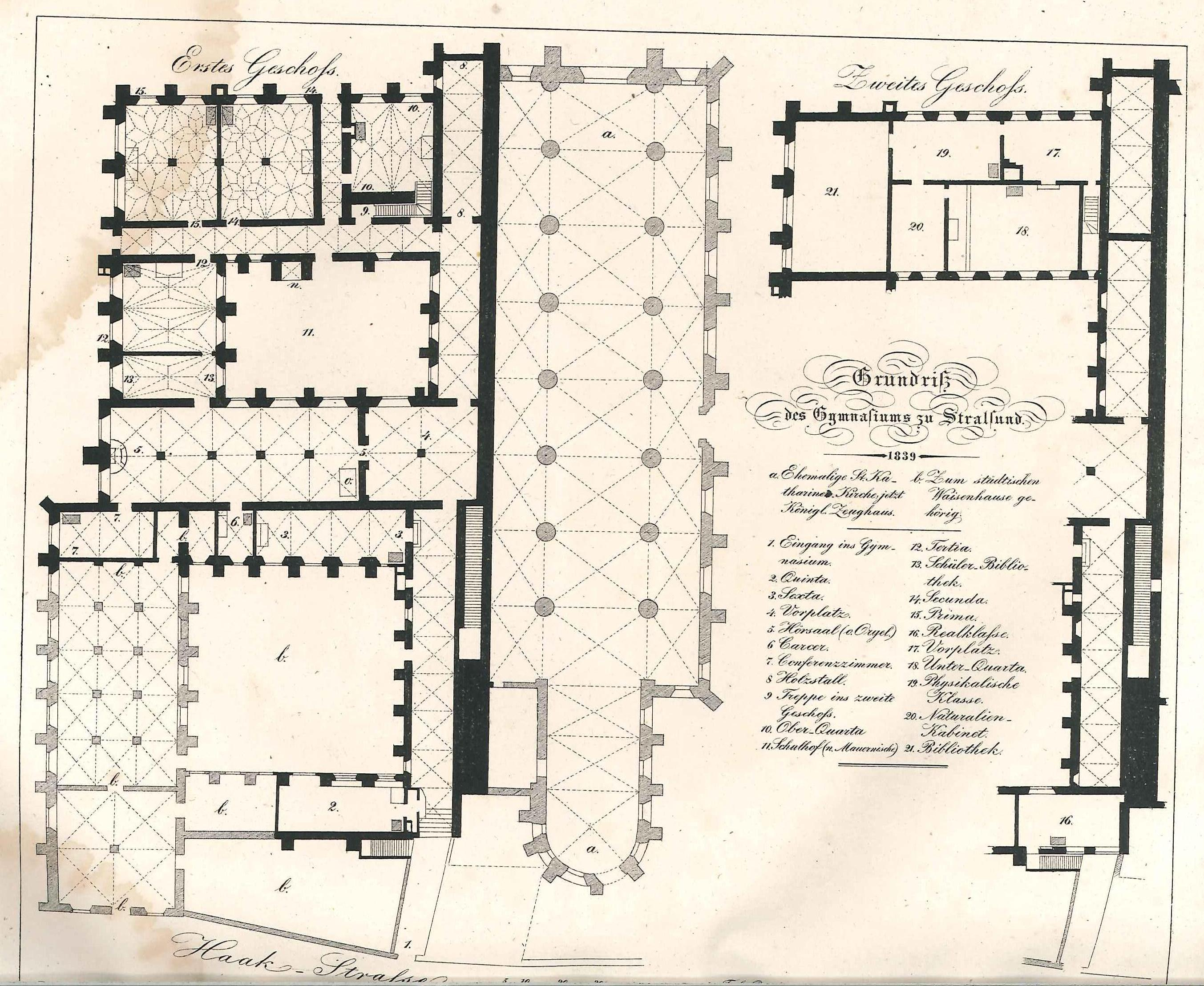
Lageplan der vom Gymnasium genutzten Räume (1839)

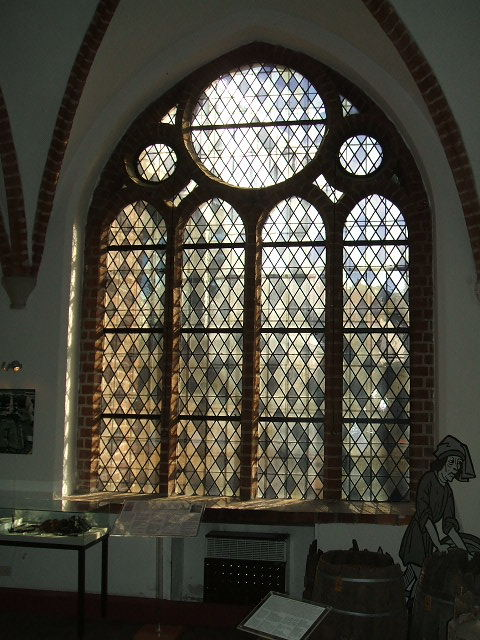
Fenster in der ehemaligen Aula (2007)

Die Schule bezog bei ihrer Gründung den größeren Teil des Schwarzen Klosters zu St. Katharinen, während in den südöstlichen Teil 1619 das städtische Waisenhaus und später eine Mädchenmittelschule einzog. Die Klosterkirche wurde ab 1678 von den Schweden als Arsenal genutzt, auch als Zeughaus des schwedischen Generalgouvernements, ab 1815 auch von den Preußen.
In den Klosterräumen befanden sich bis ins 19. Jahrhundert hinein im Erdgeschoss die Klassenräume und im Obergeschoss die Wohnungen der Lehrer mit Ausnahme des Rektors, der ein eigenes Haus auf dem Schulgelände bewohnte (Rektorenhaus).
Von 1711 bis 1716, während des Nordischen Krieges, wurden die Räume als Kaserne, Magazin und Lazarett genutzt, ebenso 1758/59 im Siebenjährigen Krieg. Auch in der Zeit der Napoleonischen Kriege von 1805 bis 1815 diente das gesamte Klostergelände als schwedisches Militärlazarett; der Unterricht fand vorwiegend in den Lehrerwohnungen statt. Ab 1815 wurden die Schulräume restauriert. Zur Feier des 300. Jubiläums der Reformation in Stralsund wurde der große Hörsaal 1823 als Aula eingerichtet. Dabei erhielt er vom Rektor Karl Kirchner die lateinische Inschrift:
„Ardua tecta vides, operosaque fulcra, viator? Sta, venerare: Deus vindicat hancce domum. Fundarat pietas: ipsique et moribus illam Doctrinaeque patres instituere sacram.“
„Wanderer, steiles Gedach und mühende Stützen hier siehst du. / Steh und verehre; denn Gott nennet das seine dies Haus! / Frömmigkeit gründete dies für IHN und auch für die Sitten. / Väter der Lehre sodann bauten den heiligen Bau.“
Die Aula, vermutlich das Winter-Refektorium des Klosters, ein zweischiffiger Raum mit fünf Jochen Kreuzrippengewölben auf achteckigen Pfeilern, erhielt 1840 zwei neue große Spitzbogenfenster und wurde 1878 im Innern durch den Stadtbaumeister Ernst von Haselberg restauriert. Zum Schuljubiläum 1910 stifteten ehemalige Schüler eine neue, künstlerisch gestaltete Bleiverglasung der beiden Aula-Fenster mit Darstellungen von Nikolaus Gentzkow, Lorenz Rhodomann, Johannes Bugenhagen und Christian Ketelhot, die 1912 eingeweiht und nach 1945 vollständig entfernt wurden.

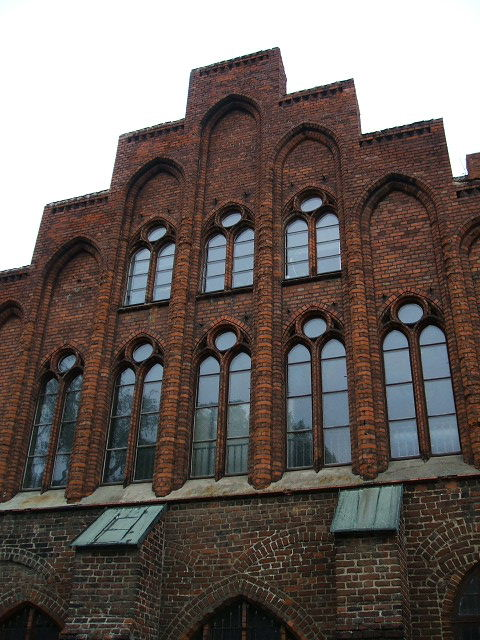
Neugotischer Giebel des Rektoratshauses

1832 bis 1839 wurde das Obergeschoss zu Klassenräumen ausgebaut, wodurch die Schule erstmals einen Zeichen- und einen Physikraum erhielt. Ab 1868 wurde das bisherige Rektoratshaus ebenfalls zu Schulräumen umgestaltet und erhielt einen neuen, neugotischen Giebel mit großen Fenstern.
1913 bekam das Gymnasium eine Turnhalle an der Nordseite der Katharinenkirche zur gemeinsamen Nutzung mit der Oberrealschule. Sie diente im Zweiten Weltkrieg als Getreidespeicher.
Im November 1919 stürzte ein Gewölbe im Remter ein; die Schule wurde daraufhin in ein Ausweichquartier an der Ecke Frankenwall / Weidendamm verlagert. Erst nach jahrelangen Sicherungsarbeiten konnte die Schule 1925 ins Katharinenkloster zurückkehren. Gleichzeitig bezog schon 1924 das Heimatmuseum den südöstlichen Gebäudeteil mit Remter und Kapitelsaal, und bis 1931 entstanden neue Museumsräume.
Beim Luftangriff auf Stralsund vom 6. Oktober 1944 wurde das Gebäude gering beschädigt. 1945 fanden Flüchtlinge in den Schulräumen eine vorübergehende Unterkunft. Nachdem die Schule nach Kriegsende nicht wieder eröffnet wurde, nutzte das Kulturhistorische Museum Stralsund einen Teil der Schulräume, insbesondere die Aula, die – nun als Winter-Remter bezeichnet – die Abteilung Stadtgeschichte beherbergte.
Mit der Einrichtung des Meereskundemuseums ab 1951 erhielt dieses den früheren Zeichensaal und die beiden Lehrerzimmer.

## Bibliothek

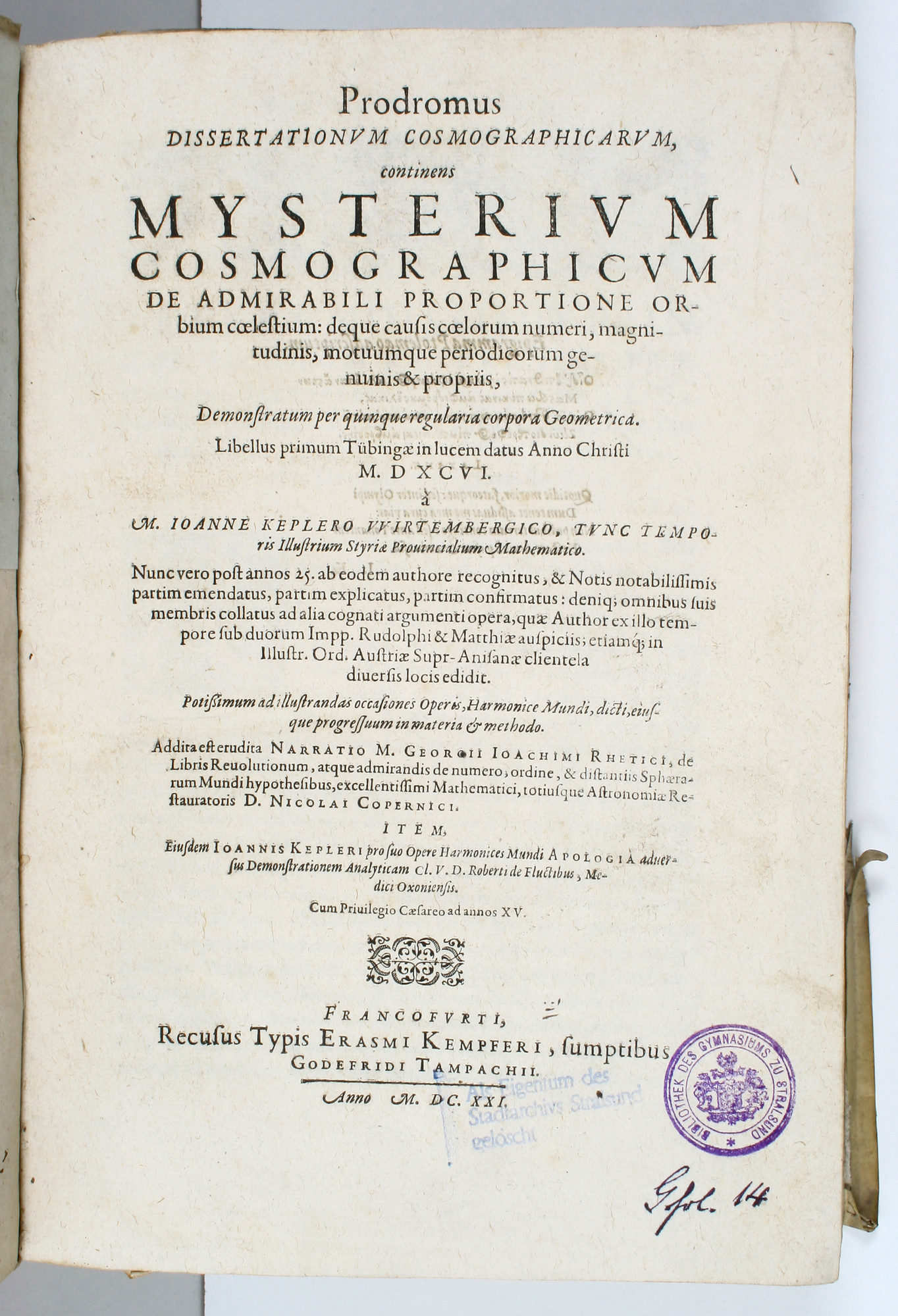
Titelblatt eines 2012 für 44.000 EUR versteigerten Kepler-Drucks von 1621 aus der Gymnasialbibliothek

Schon seit der Gründung der Schule 1560 wurden Bücher erworben und gesammelt. Der älteste Schenkungseintrag, so berichtet Johann Carl Dähnert, befinde sich in einer Tertullian-Ausgabe von 1528, die der Prediger Jonas Staude der Bibliothek zu ihrer Eröffnung am 23. September 1562 geschenkt habe. Doch erst unter Rektor Andreas Helvigius kam es 1627 zur formalen Einrichtung der Gymnasialbibliothek. Der Rat sorgte dafür, dass sie durch die Zuwendung von Strafgeldern einen Erwerbungsetat bekam; zusätzlich erhielt sie immer wieder Buch- und Geldgeschenke von Lehrern, Pastoren, Buchhändlern, Ratsherren und anderen. 1644 überwies der Rat eine Sammlung von 112 Bänden, die er 1579 von den Erben des Dichters Zacharias Orth erworben hatte. In seiner Bibliothek hatte Orth sowohl die eigenen als auch die Werke namhafter Zeitgenossen wie Johannes Bugenhagens, Philipp Melanchthons und damals bekannter Dichter vereint. Viele Bände tragen seinen eigenhändigen Namenszug und auf dem Buchdeckel die Aufschrift ZOPL (Zacharias Orthus poeta laureatus). Im Bestand finden sich Werke der griechischen und lateinischen Klassiker, auch ein Basler Druck des Neuen Testaments in Griechisch von 1533. Zu Orths eigenen Titeln zählen zwei Carmina (Rostock 1556 und 1562), ein Leichengedicht für den pommerschen Herzog Philipp I. (Greifswald 1560) und Trium Romanorum imperatorum … vita … (Wittenberg 1577). Die Gymnasialbibliothek wurde laufend erweitert. Christian (von) Staude, der Sohn des Rektors Johann Hieronymus Staude, der als schwedischer Kanzleirat in den schwedischen Adelsstand erhoben worden war, vermachte ihr testamentarisch eine bedeutende Münzsammlung, die heute als Gymnasialsammlung im Kulturhistorischen Museum Stralsund verwahrt wird. 1755 schätzte Johann Carl Dähnert den Bestand auf über 1000 Bände, darunter mehr als ein Drittel Folianten. Für das weitere rasche Wachstum der Bibliothek bedeutend wurde die Aufforderung des Rektors Christian Heinrich Groskurd an die Schüler der Prima, bei ihrem Abgang von der Schule dieser ein Buch zu stiften. Unter seiner Leitung wurde die Bibliothek zu einem kulturellen städtischen Treffpunkt. Ernst Heinrich Zober legte im 19. Jahrhundert den ersten Katalog des damals schon auf ca. 4000 Bände angewachsenen Bestandes an.

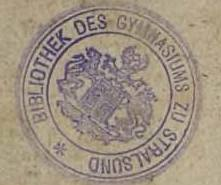
Stempel der Gymnasialbibliothek aus einem der 2012 im Internet angebotenen Bände

Die Bibliothek, die einen bedeutenden Altbestand von Pomeranica enthielt, kam 1945 ins Stadtarchiv Stralsund und wurde so zu Archivgut; sie umfasste zu diesem Zeitpunkt nach der Inventarisierung für das Handbuch der historischen Buchbestände noch 2.630 Titel. Die Inkunabeln wurden in den Wiegendruck-Bestand der Archivbibliothek eingeordnet. 2012 wurde der restliche Bestand fast komplett von der Stadt Stralsund an einen Antiquar verkauft. Es war zunächst unklar, ob die Bände aus der Bibliothek Orths zum verkauften Bestand gehören.
Der Verkauf wurde am 17. Oktober 2012 im Rahmen einer Pressekonferenz bekannt. Der Käufer hatte die Stadt über den schlechten Zustand der Bände unterrichtet. Anschließend wurde der Verkauf durch Proteste des Historikers Klaus Graf der breiteren Öffentlichkeit bekannt. Der Veräußerung der 5926 Bände aus dem Archiv lag nach der öffentlichen Tagesordnung ein nichtöffentlicher Beschluss des Hauptausschusses der Bürgerschaft der Hansestadt Stralsund vom 5. Juni 2012 zu Grunde.
Bis Mitte November hatten über 2.000 Menschen eine Online-Petition Rettet die Stralsunder Archivbibliothek unterzeichnet. Am 14. November 2012 meldete die Ostsee-Zeitung, dass der Antiquar den Verkauf gestoppt habe.
Am 20. November 2012 wurde das Gutachten der Historiker Nigel F. Palmer und Jürgen Wolf zum Verkauf der Gymnasialbibliothek veröffentlicht.
Im Ergebnis dieses Gutachtens hat die Hansestadt Stralsund die Rückabwicklung des Verkaufs eingeleitet und inzwischen abgeschlossen.
Von den 2012 verkauften 5926 Bänden konnten 5278 Bände vom Antiquar zurückgekauft werden. Weitere 63 Bände wurden der Stadt zurückgesandt oder über dem freien Markt erworben. Es fehlen mit Stand vom Februar 2014 weiter 585 Bände, von denen mindestens drei von einem New Yorker Antiquar angeboten werden. Dabei überstieg allein der für einen Band mit Werken von Johannes Kepler geforderte Preis von umgerechnet 182.000 Euro den von der Stadt für alle Bände erzielten Erlös um das Doppelte. Dieser Band kehrte im April 2014 für 44.000 Euro, den Erwerbspreis des New Yorker Auktionshauses, in die Stralsunder Bibliothek zurück.

## Rektoren
- Lorenz Wydeman (1560–1562)
- Nicolaus Strokrantz (1562–1565)[21]
- Joachim Illies (1565–1569)
- Kaspar Jentzkow (1569–1598)
- Lorenz Rhodomann (1598–1601)
- Lorenz Zircman (1601–1606)[22]
- Joachim Drenckhan (1607–1616)
- Andreas Helwig (1617–1643)
- Benedikt Bahr (1643–1655)
- Johann Hieronymus Staude (1655–1663)
- Barachias Spradler (1664–1667)
- Lorenz Bünsow (1668–1679)
- Peter Behr (1681–1691)
- Jakob Wolf (1697–1723)
- Christoph Pyl (1723–1739)
- Adolf Gideon Bartholdi (1740–1755)
- Christoph Andreas Büttner (1755–1774)
- Carl Gotthelf Unger (1775–1778)[23]
- Christian Heinrich Groskurd (1779–1804)
- Adolf Friedrich Furchau (Pädagoge) (1804–1819)
- Karl Kirchner (1820–1831)
- Johann Ernst Nizze (1832–1865)
- Albert Karl Ernst Bormann (1866–1873)
- Ferdinand Winter (1873–1888)
- Rudolf Peppmüller (1889–1904)
- Wilhelm Hahn (1904–1913)
- Ernst Faulstich (1913–1925)
- Heinrich Stengel (1926–1945)

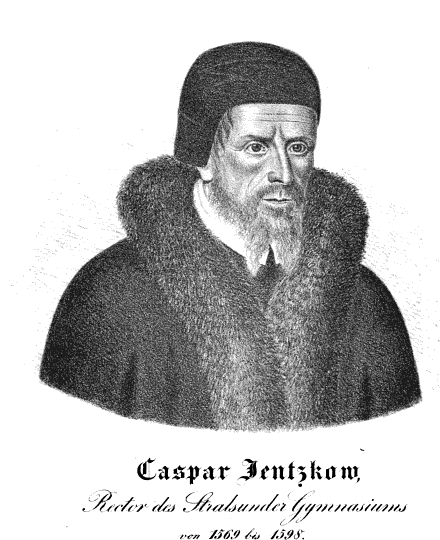
Kaspar Jentzkow
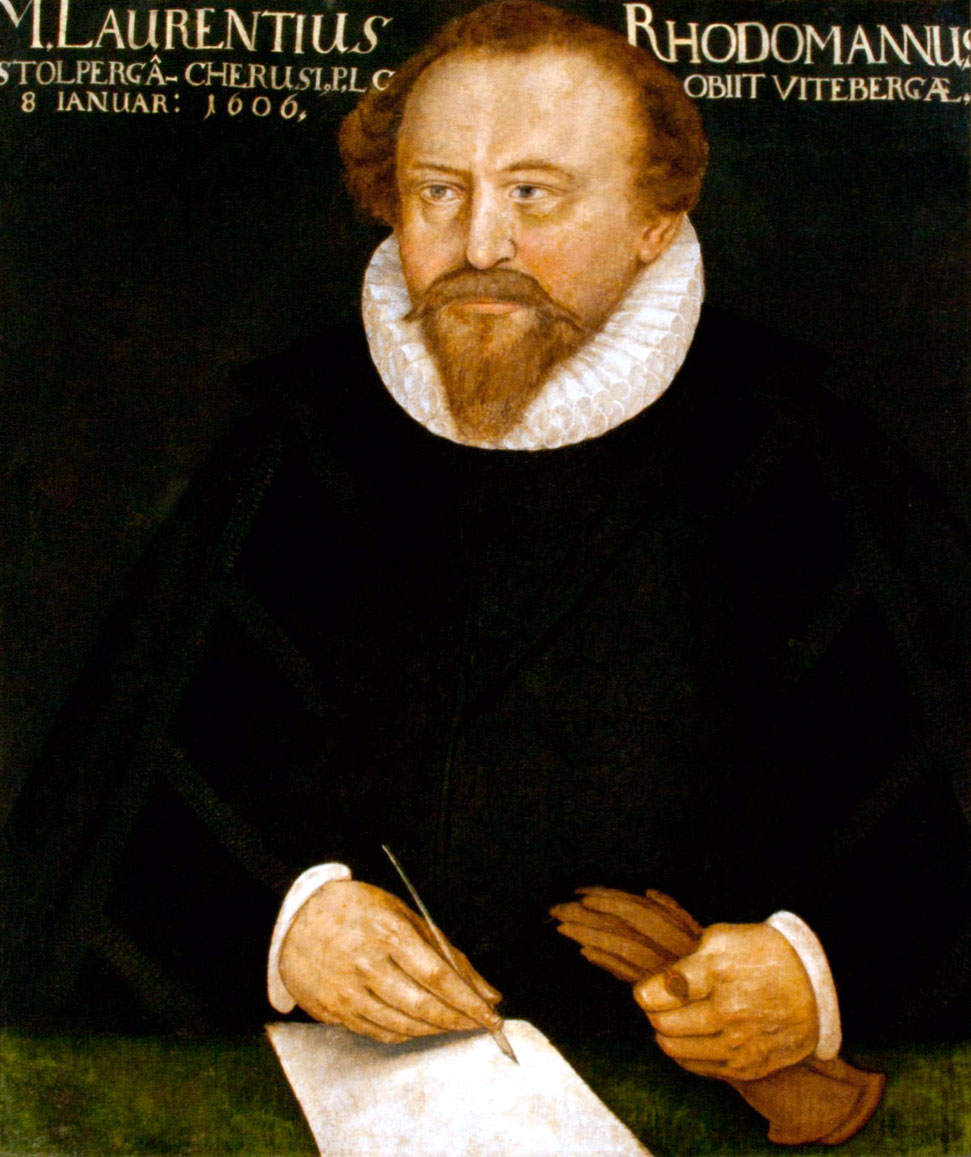
Lorenz Rhodomann
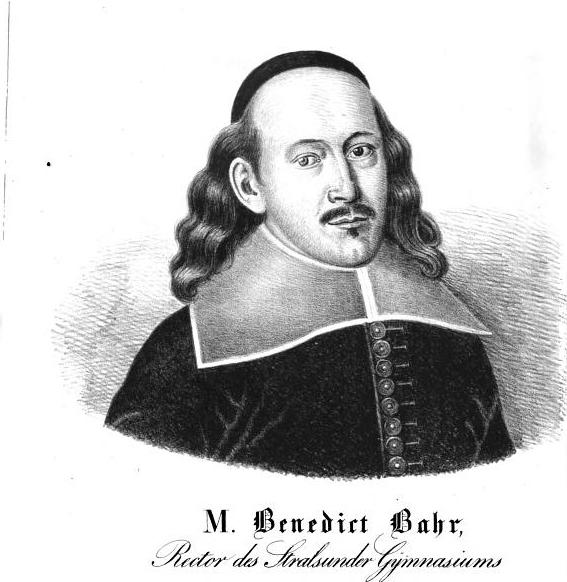
Benedikt Bahr
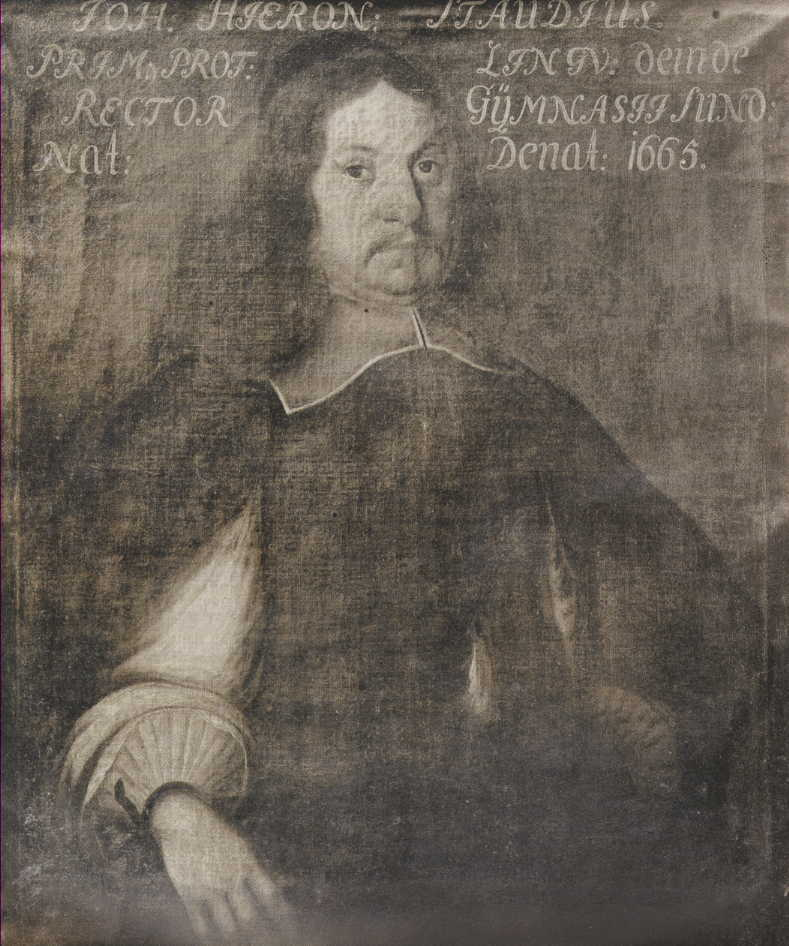
Johann Hieronymus Staude
Christoph Andreas Büttner
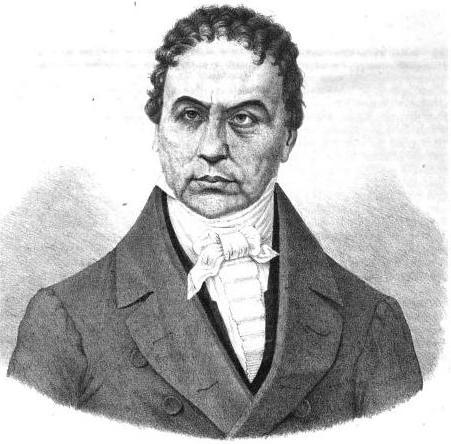
Karl Kirchner
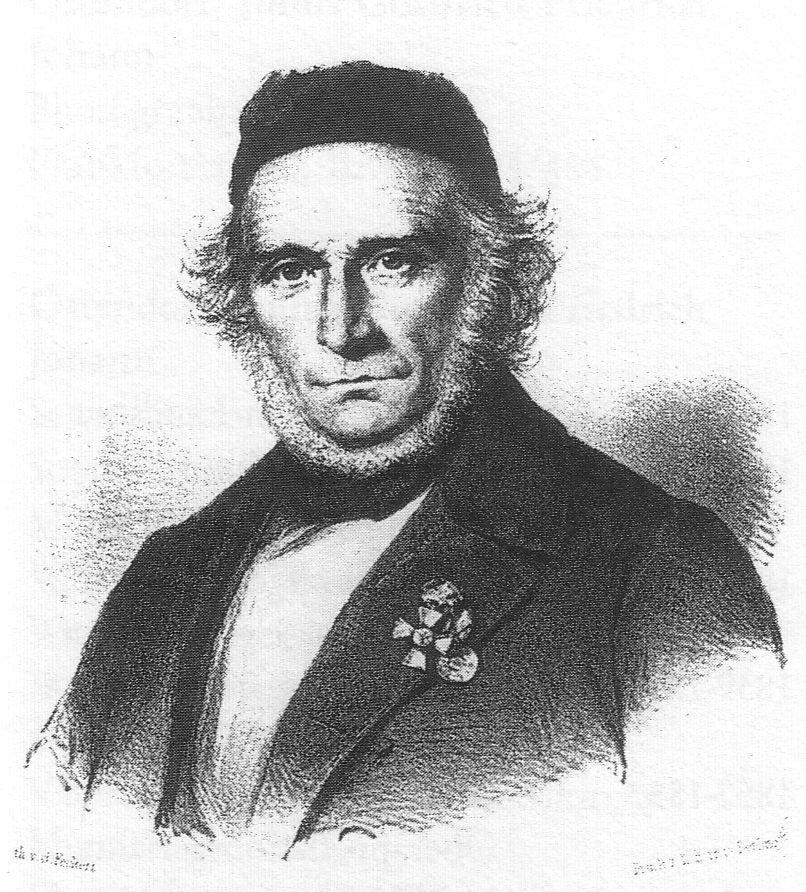
Johann Ernst Nizze, 1848

## Lehrer
- Christoph Gottlieb Groskurd, 1797–1823
- Karl Lappe, 1801–1817
- Ferdinand Hasenbalg, 1823–1836, anschließend Direktor des Pädagogium Putbus
- Ernst Heinrich Zober, 1824–1869
- Carl Freese, 1832–1834
- Johannes von Gruber, 1834–1875, auch Konrektor

## Bekannte Schüler
- Theodor Horn

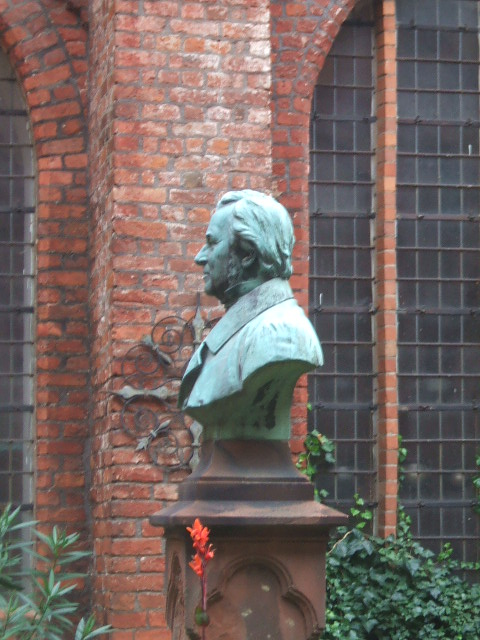
Ernst-Moritz-Arndt-Büste im Innenhof, von Albert Manthe (1910)

- Christian Andreas Cothenius (bis 1728)
- Johann Joachim Spalding
- Thomas Heinrich Gadebusch (bis 1728)
- Paschen von Cossel (bis 1731)
- Johann Carl Dähnert (bis 1738)
- Ehrenfried Christian Colberg (bis 1748)
- Johann Christoph Ziemssen (bis 1766)
- Johann Jacob Grümbke (1783 bis 1790)
- Johann Erichson (1783 bis 1795)
- Johann Bernhard Cummerow (bis 1786)
- Ernst Moritz Arndt (1787 bis 1789)
- Karl Asmund Rudolphi (bis 1789)
- Arnold Ruge (1787 bis 1789)
- Adolph Wilhelm Picht (1787 bis 1790)
- Carl Genzken (bis 1802)
- Karl Gustav Fabricius (bis 1806)
- Albert Theodor Wossidlo (bis 1814)
- Karl Ferdinand Fabricius (bis 1818)
- Ferdinand Piper (1818 bis 1829)
- Johann Friedrich von Pommer Esche (bis 1822)
- Adolf von Pommer Esche (bis 1823)
- Hermann Burmeister (1813 bis 1825)
- Ferdinand Picht
- Karl Hellmuth Dammas
- Magnus Böttger
- Rudolf Baier (1827 bis 1846)
- Ernst von Haselberg
- Heinrich Kruse
- Otto Fock (1834 bis 1837)
- Friedrich Spielhagen (1834 bis 1837)
- Otto Heyden (bis 1839)
- Carl Hermann Theodor Haase
- Aurel Meinhold, nach Stargard gewechselt
- Carl Friedrich Tamms (bis 1847)
- Wilhelm Büchsel (bis 1865)
- Julius von Platen (bis 1870)
- Ernst Siemerling (bis 1877)
- Carl Ludwig Schleich (bis 1879)
- Hermann Lietz (bis 1879)
- Julius Rollmann (1875 bis 1885)
- Richard Karutz (bis 1886)
- Heinrich Harms (bis etwa 1927)